# Tistrup Kirke
Tistrup Kirke er en kirke fra år 1100, der ligger i Tistrup i Ribe Stift.

## Eksterne kilder og henvisninger
- Wikimedia Commons har flere filer relateret til Tistrup Kirke
- Tistrup Kirke hos KortTilKirken.dk
- Tistrup Kirke hos danmarkskirker.natmus.dk (Danmarks Kirker, Nationalmuseet)